# Vitali Ustinov
Bản mẫu:Eastern Slavic name
Vitali Yuryevich Ustinov (tiếng Nga: Виталий Юрьевич Устинов; sinh ngày 3 tháng 5 năm 1991) là một cầu thủ bóng đá người Nga thi đấu ở vị trí hậu vệ phải hay hậu vệ trái cho F.K. Rubin Kazan.

## Sự nghiệp câu lạc bộ
Anh có màn ra mắt tại Russian Second Division cho F.K. Neftekhimik Nizhnekamsk vào ngày 24 tháng 4 năm 2011 trong trận đấu với F.K. Volga Ulyanovsk.

## Thống kê sự nghiệp

### Câu lạc bộ
Tính đến 13 tháng 5 năm 2018
| Câu lạc bộ                   | Mùa giải             | Giải vô địch                | Giải vô địch | Giải vô địch | Cúp     | Cúp       | Châu lục | Châu lục  | Tổng cộng | Tổng cộng |
| Câu lạc bộ                   | Mùa giải             | Hạng đấu                    | Số trận      | Bàn thắng    | Số trận | Bàn thắng | Số trận  | Bàn thắng | Số trận   | Bàn thắng |
| ---------------------------- | -------------------- | --------------------------- | ------------ | ------------ | ------- | --------- | -------- | --------- | --------- | --------- |
| F.K. Moskva                  | 2009                 | Giải bóng đá ngoại hạng Nga | 0            | 0            | 0       | 0         | –        | –         | 0         | 0         |
| F.K. Rubin Kazan             | 2010                 | Giải bóng đá ngoại hạng Nga | 0            | 0            | 0       | 0         | 0        | 0         | 0         | 0         |
| F.K. Neftekhimik Nizhnekamsk | 2011–12              | PFL                         | 37           | 1            | 3       | 0         | –        | –         | 40        | 1         |
| F.K. Neftekhimik Nizhnekamsk | 2012–13              | FNL                         | 24           | 0            | 1       | 0         | –        | –         | 25        | 0         |
| F.K. Neftekhimik Nizhnekamsk | Tổng cộng            | Tổng cộng                   | 61           | 1            | 4       | 0         | 0        | 0         | 65        | 1         |
| F.K. Rotor Volgograd         | 2013–14              | FNL                         | 25           | 0            | 3       | 0         | –        | –         | 28        | 0         |
| FC Rubin-2 Kazan             | 2014–15              | PFL                         | 12           | 1            | –       | –         | –        | –         | 12        | 1         |
| F.K. Rubin Kazan             | 2014–15              | Giải bóng đá ngoại hạng Nga | 1            | 0            | 0       | 0         | –        | –         | 1         | 0         |
| F.K. Rubin Kazan             | 2015–16              | Giải bóng đá ngoại hạng Nga | 8            | 0            | 0       | 0         | 3        | 1         | 11        | 1         |
| F.K. Rubin Kazan             | 2016–17              | Giải bóng đá ngoại hạng Nga | 7            | 0            | 2       | 0         | –        | –         | 9         | 0         |
| F.K. Rostov                  | 2017–18              | Giải bóng đá ngoại hạng Nga | 14           | 1            | 1       | 0         | –        | –         | 15        | 1         |
| F.K. Rubin Kazan             | 2017–18              | Giải bóng đá ngoại hạng Nga | 2            | 0            | –       | –         | –        | –         | 2         | 0         |
| F.K. Rubin Kazan             | Tổng cộng (3 spells) | Tổng cộng (3 spells)        | 18           | 0            | 2       | 0         | 3        | 1         | 23        | 1         |
| Tổng cộng sự nghiệp          | Tổng cộng sự nghiệp  | Tổng cộng sự nghiệp         | 130          | 3            | 10      | 0         | 3        | 1         | 143       | 4         |